# کالین اودانهیو
کالین اودانهیو (به انگلیسی: Colin O'Donoghue) (زاده ۲۶ ژانویه ۱۹۸۱) موسیقی‌دان و بازیگر اهل ایرلند است، او به خاطر بازی کردن نقش کاپیتان کیلیان «هوک» جونز در برنامه تلویزیونی روزی روزگاری مشهور است. وی در فیلم ترسناک تشریفات مذهبی در نقش یک کشیش تازه‌کار، به نام مایکل کوواک ظاهر شد. اودانهیو همچنین در نقش گوردون کوپر در سریال The Right Stuff (سال ۲۰۲۱) در شبکه دیزنی پلاس و در نقش jjsneed در سریال Dolly Parton's Heartstrings بازی کرد.
از فیلم‌های معروف او می‌توان به بازی در فیلم تشریفات مذهبی، طوفان شن و سریال روزی روزگاری و مردان واقعی اشاره کرد.
او همچنان در کارتون جادوگران: داستان‌های آرکادیا و انیمیشن غول کش‌ها هم ایفای نقش کرده‌است.

## فیلم‌شناسی

### فیلم
| سال  | عنوان              | نقش                  | نکات       |
| ---- | ------------------ | -------------------- | ---------- |
| ۲۰۰۳ | Call Girl          | بریندان              | فیلم کوتاه |
| ۲۰۰۶ | ۲۴/۷               | نیک                  | فیلم کوتاه |
| ۲۰۰۹ | The Euthanizer     | بن                   | فیلم کوتاه |
| ۲۰۱۱ | تشریفات مذهبی      | مایکل کوواک          |            |
| ۲۰۱۲ | Storage 24         | مارک                 |            |
| ۲۰۱۶ | طوفان شن           | برنان                |            |
| ۲۰۱۶ | Carrie Pilby       | پروفسور دیوید هریسون |            |
| ۲۰۱۸ | What Still Remains | پیتر                 |            |
| ۲۰۲۲ | شانس               | جری                  |            |

### تلویزیون
| سال          | عنوان                       | نقش                     | نکات                                                                         |
| ------------ | --------------------------- | ----------------------- | ---------------------------------------------------------------------------- |
| ۲۰۰۱         | Rebel Heart                 | Rowe                    | مینی سریال، یک قسمت                                                          |
| ۲۰۰۲         | Home for Christmas          | Norman Quested          | در فیلم تلویزیونی Irish Film & Television Award برنده شدن بهترین هنرمند جدید |
| ۲۰۰۴         | عشق یه اعتیاد است           | پیتر                    | دو قسمت                                                                      |
| ۲۰۰۵         | مدرک                        | جیمی                    | دو قسمت                                                                      |
| ۲۰۰۵         | Fair City                   | امت فیتزجرالد           | ۳ قسمت                                                                       |
| ۲۰۰۶ تا ۲۰۰۸ | کیلینیک                     | Conor Elliott           | ۱۱ قسمت                                                                      |
| ۲۰۰۹         | تودورها                     | دوک فیلیپ از باواریا    | یک قسمت                                                                      |
| ۲۰۰۹         | دسامبر وحشی                 | گارد جوان               | فیلم تلویزیونی                                                               |
| ۲۰۱۱         | Identity                    | جان بلوم                | قسمت آزمایشی                                                                 |
| ۲۰۱۲ تا ۲۰۱۸ | روزی روزگاری                | کاپیتان هوک/جولیان جونز | فصل (۲ تا ۷) نقش اصلی                                                        |
| ۲۰۱۸         | غول کش‌ها                    | Douxie                  | ۳ قسمت                                                                       |
| ۲۰۱۹         | 3Below: Tales of Arcadia    | Douxie                  | دو قسمت                                                                      |
| ۲۰۱۹         | Dolly Parton's Heartstrings | JJ Sneed                | قسمت به نام: "JJ Sneed"                                                      |
| ۲۰۲۰         | The Right Stuff             | گوردون کوپر             | نقش اصلی                                                                     |
| ۲۰۲۰         | جادوگران: داستان‌های آرکادیا | Douxie                  | نقش اصلی                                                                     |

### موزیک ویدئو
| سال  | عنوان       | آرتیست          | نقش      | منابع       |
| ---- | ----------- | --------------- | -------- | ----------- |
| ۲۰۱۵ | "The Words" | Christina Perri | نقش اصلی | [ ۲ ] [ ۳ ] |

## اوایل زندگی

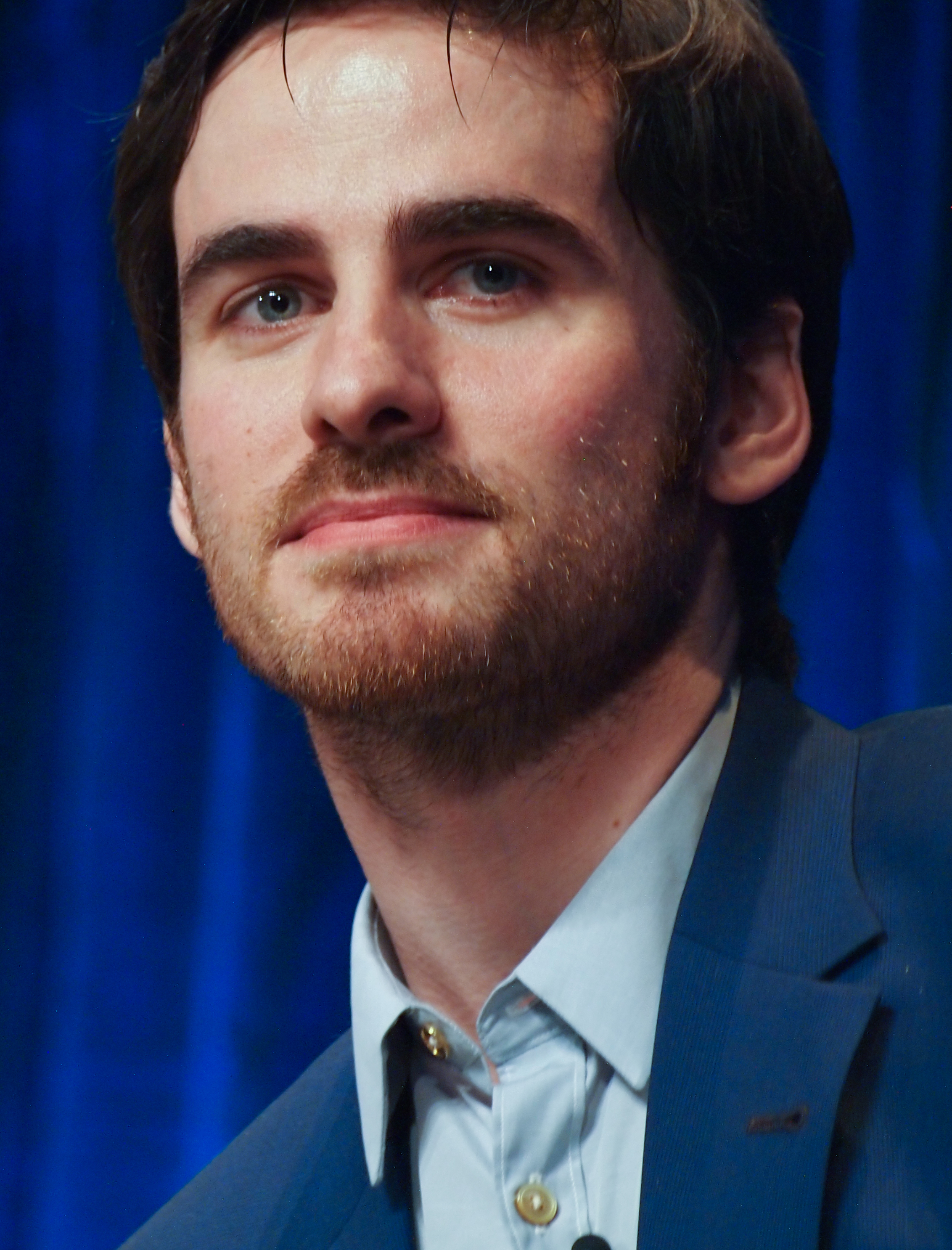
جوانی کالین اودانهیو

او پسر کان و مَری اودانهیو، در یک خانواده کاتولیک رومی در دراهیدا متولد شد. وی یک برادر بزرگتر به نام آلن دارد. او پسر عموی موسیقی دان هری اودانهیو است. وی در مدرسه Dundalk و بعداً در مدرسه بازیگری Gaiti در دوبلین تحصیل کرد. وی در ۱۶ سالگی برای یادگیری زبان فرانسه به مدت یک ماه به پاریس رفت.

## حرفه
اوایل زندگی کالین اودانهیو عمدتاً بین تئاتر و تلویزیون در ایرلند و انگلیس تقسیم شده بود. در سال ۲۰۰۳، برای بازی در نقش نورمن در «خانه برای کریسمس» برنده جایزه فیلم و تلویزیون ایرلند برای «بهترین استعداد جدید» شد.
در سال ۲۰۰۹، او در نقش دوک فیلیپ باواریا در قسمتی در فصل ۳ سریال داستانی- تاریخی Tudors ظاهر شد. وی اولین بار در هالیوود در کنار آنتونی هاپکینز در سال ۲۰۱۱ در فیلم ترسناک the rite حضور یافت.
او ویدئوی تست بازیگری را که در استودیو خانه دوستش ضبط کرده بود، به آمریکا فرستاد.
او گیتار می‌نوازد و قبلاً در گروهی به نام The Enemies که در سال ۲۰۰۳ در ایرلند تشکیل شد، آواز می‌خواند ولی بعد مدتی از گروه جدا شد.
در سال ۲۰۱۲، اودانهیو با نقش کاپیتان هوک / کیلیان جونز در فصل دوم سریال پرطرفدار روزی روزگاری در شبکه ABC انتخاب شد. در سال ۲۰۱۴، اودانهیو به عنوان شخصیت اصلی در فیلم طوفان شن انتخاب شد، فیلمی که در آن به عنوان نوازنده‌ای به نام برنان نقش ایفا کرد.
کریستینا پری آهنگی به نام "the words" (کلمات) را نوشت که آن را به شخصیت کالین (کاپیتان هوک) در روزی روزگاری اختصاص داد.
در دسامبر ۲۰۱۸، اودانهیو در یک قسمت از سریال درام Heartstrings در شبکه نتفلیکس انتخاب شد. این سریال اولین بار در ۲۲ نوامبر ۲۰۱۹ پخش شد.

## زندگی شخصی
اودانهیو اندکی پس از حضورش در سریال تودورها در سال ۲۰۰۹ با همسرش هلن که معلم است، ازدواج کرد. آنها داری دو فرزند هستند یک پسر و یک دختر هستند.